# XP-55 (航空機)
XP-55 アセンダー
飛行するXP-55-CU 42-78846号機 (撮影年不詳)
- 用途：戦闘機
- 分類：陸上戦闘機
- 設計者：ドノヴァン・リース・バーリン
- 製造者：カーチス・ライト社
- 運用者： アメリカ陸軍航空軍(予定)
- 初飛行：1943年7月19日
- 生産数：3機
- 退役：1945年5月（開発中止）
- 運用状況：未就役

XP-55 アセンダー（Curtiss-Wright XP-55 Ascender）は、アメリカ合衆国のカーチス・ライト社がアメリカ陸軍航空軍向けに開発した試作戦闘機。
単発の推進式レシプロエンジンを胴体後部に配置してプロペラを駆動し、機首付近に前翼を配した前翼機という特異な形状であった。失速しやすいという問題点が改善しきれなかったこともあって、3機の試作のみに終わった。愛称の「アセンダー (Ascender)」は、上昇の意であり、製造チームの期待による冗談から発展した呼称である。カーチス・ライト社(略称はCWC)内での開発名称はCW-24。

## 概要
1939年11月にアメリカ陸軍航空隊は、レシプロ機の限界を打ち破るべく「周回計画（Circular Proposal）R40C」という単発の迎撃機の仕様書を提示し、この中で「低い抗力、良好な視界、強力な武装の3つの条件を満たせば、どのような案でも良い」旨の示唆がなされていた。提示された航空機メーカー8社のうち、ヴァルティー社はXP-54、ノースロップ社はXP-56、カーチス・ライト社のXP-55の3つが試作契約を勝ち取った。同機の特徴は先尾翼機で、主翼が後退翼、降着装置はカーチス・ライト社製軍用機としては初の前輪式という設計だった。仕様書ではエンジンは開発中のP&W X-1800-A3G（2,200 hp）を搭載することになっていた。しかし、陸軍はあまり本機の採用に乗り気でなく、地上試験用モデルと風洞テスト用モデルの製作発注のみを行い、試作機の発注はその結果次第で行うという対応をとった。その結果、カーチス・ライト社はまず実物大の飛行テスト機（社内名称CW-24B）を自費製作し、1941年12月からテストを行った。そして、1942年7月にようやくXP-55として試作機3機の発注を陸軍から受けることができた。
試作1号機（機体番号:42-78845）の初飛行は1943年7月19日に行われたが、この時点で安定性不良が指摘された。これは、エンジンは搭載を予定していたX-1800-A3Gが開発中止となってしまったため、約1,000 hpも出力が落ちるアリソン社のV-1710を搭載したが、これか明らかにパワー不足であったためで、試作1号機は同年11月に失速試験を行っている際に墜落して失われた（パイロットは脱出）。翌年に、全幅や小翼の形状を変更し操縦性の改善を図った2号機（機体番号:42-78846）と3号機（機体番号:42-78847）が完成した。しかし、劣悪な操縦性や低速時の不安定性は改善されず、最高速度も当時の制式戦闘機を下回る628 km/hしか出なかった。結局性能不良ということで開発計画は中止となった。その後、3号機は1945年5月27日にオハイオ州のライト飛行場で行われていた航空ショーで飛行中に墜落、パイロットは死亡した。

## 諸元
XP-55-CU
- 全長：9.01 m
- 全高：3.53 m
- 全幅：12.36 m
- 翼面積：21.83 m2
- 自重：2,882 kg
- 全備重量：3,597 kg

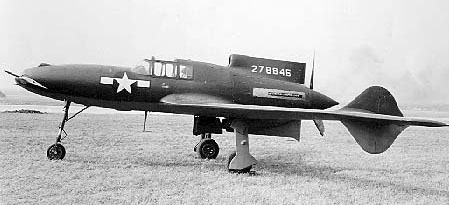
駐機中のXP-55（試作2号機）

- エンジン：アリソンV-1710-95 液冷V型12気筒 1,275 hp
- 最大速度：628 km/h
- 航続距離：1,022 km
- 実用上昇限度：10,912 m
- 乗員:1名
- 武装：
  - 12.7mm機関銃 × 4

## 現存する機体
| 型名     | 番号     | 機体写真 | 所在地              | 所有者                       | 公開状況 | 状態     | 備考                                                                |
| -------- | -------- | -------- | ------------------- | ---------------------------- | -------- | -------- | ------------------------------------------------------------------- |
| XP-55-CU | 42-78846 |          | アメリカ ミシガン州 | エア・ズー航空宇宙科学博物館 | 公開     | 静態展示 | ページ頭にある画像の機体。生産された3機のうち、最も多く写真が残る。 |

## 登場作品
ゲーム
『War Thunder』
プレイヤーが操縦できるアメリカの課金機体として登場。ゲーム内では数少ないエンテ翼機である。
『ストライカーズ1945シリーズ（彩京）』
敵機として多数登場。『1945Plus』では自機のひとつ（隠し機体）として「P55アセンダー」の名で登場。移動速度や火力に優れ、使い勝手の良い隠し機体ならではの性能となっている。
『鋼鉄の咆哮 ウォーシップコマンダー』
アメリカ型の航空機として登場。史実では搭載されなかった対空ロケット弾を搭載。
漫画
『SWIFT!』
松田未来の漫画作品。コミックス2巻に登場。